# Даниел Александров
Даниел Александров е български състезател по класическа борба и депутат. Сребърен медалист в категория до 82 килограма на европейското първенство през 2020 година. Сред другите му успехи са два бронозови медала от европейските шампионати през 2018 и 2019 година, както и бронзов медал от европейските игри в Баку през 2015 година.
Александров участва и на олимпийските игри в Рио де Жанейро през 2016 година където отпада на осминафиналите.